# Lahourcade
Lahourcade es una comuna francesa situada en el departamento de Pirineos Atlánticos, en la región de Nueva Aquitania.

## Demografía
| 820 | 757 | 737 | 798 | 745 | 780 | 700 | 645 | 638 | 635 | 602 | 606 | 638 | 614 | 582 | 570 | 558 | 576 | 556 | 553 | 498 | 510 | 501 | 514 | 442 | 414 | 480 | 644 | 710 | 665 | 724 | 685 | 681 | 698 |
| Para los censos de 1962 a 1999 la población legal corresponde a la población sin duplicidades (Fuente: INSEE [Consultar]) |     |     |     |     |     |     |     |     |     |     |     |     |     |     |     |     |     |     |     |     |     |     |     |     |     |     |     |     |     |     |     |     |     |